# Dichloor
Dichloor of moleculair chloor (Cl2) is de belangrijkste enkelvoudige stof van het element chloor. Omdat de stof gasvormig is wordt het ook chloorgas genoemd. Het gas is bij normale druk en temperatuur geelgroen (χλωρος, chloros betekent geelgroenig in het Grieks). Het is een prikkelend en giftig gas met een sterke geur. Chloorgas komt door zijn hoge reactiviteit niet in de aardatmosfeer voor.

## Eigenschappen
Dichloor is matig oplosbaar in water. Zo'n oplossing wordt chloorwater genoemd. Chloorgas heeft een 2,5 maal grotere dichtheid dan lucht.

## Giftigheid
Chloorgas is irriterend voor ogen en luchtwegen en kan brandwonden veroorzaken op de huid. Bij een concentratie van 3,5 ppm is dichloor te herkennen aan de geur; dichloor kan acuut dodelijk zijn bij een concentratie van 1000 ppm. Langdurige blootstelling (40 uur per week) mag niet hoger zijn dan 0,5 ppm.

### Chemische reacties
Dichloor vervalt door een fotolytische initiatiereactie tot chloorradicalen (Cl.). Daglicht is genoeg om deze reactie in gang te zetten (chloorknalgas). Het gevaar van deze radicalen is dat ze uiterst reactief zijn en verbindingen aan kunnen gaan met organische stoffen.
Bij het mengen van bleekwater, dat een chloorverbinding bevat, met urine, zoutzuur of andere zure schoonmaakmiddelen kunnen zich giftige mengsels vormen van chloorgas en stikstoftrichloride. Om die reden is het beter deze combinaties te vermijden.
Dichloor wordt gemakkelijk gereduceerd tot chloride-ionen (E° = + 1,36 V) en is dan ook een sterke oxidator.

## Toepassingen
Dichloor is een veelgebruikte grondstof in de chemische industrie voor de productie van een breed scala aan producten. Vooral de industriële productie van waterstofchloride uit diwaterstof en dichloor is belangrijk:
{\displaystyle {\ce {Cl2 + H2 -> 2HCl}}}
Ook de elektrofiele additie van dichloor aan alkenen is uitermate belangrijk. Etheen kan op die manier omgezet worden in 1,2-dichloorethaan, dat dan verder kan omgezet worden in chlooretheen (vinylchloride), het monomeer van pvc.
{\displaystyle {\ce {H2C = CH2 + Cl2 -> C2H4Cl2}}}
Chloorwater wordt gebruikt als desinfecterend middel.
In zwembaden wordt natriumhypochloriet of trichloorisocyanuurzuur, in de volksmond chloor, toegepast. Door technische of menselijke fouten kan chloorgas vrijkomen met gevaarlijke gevolgen.

## Gebruik als chemisch wapen

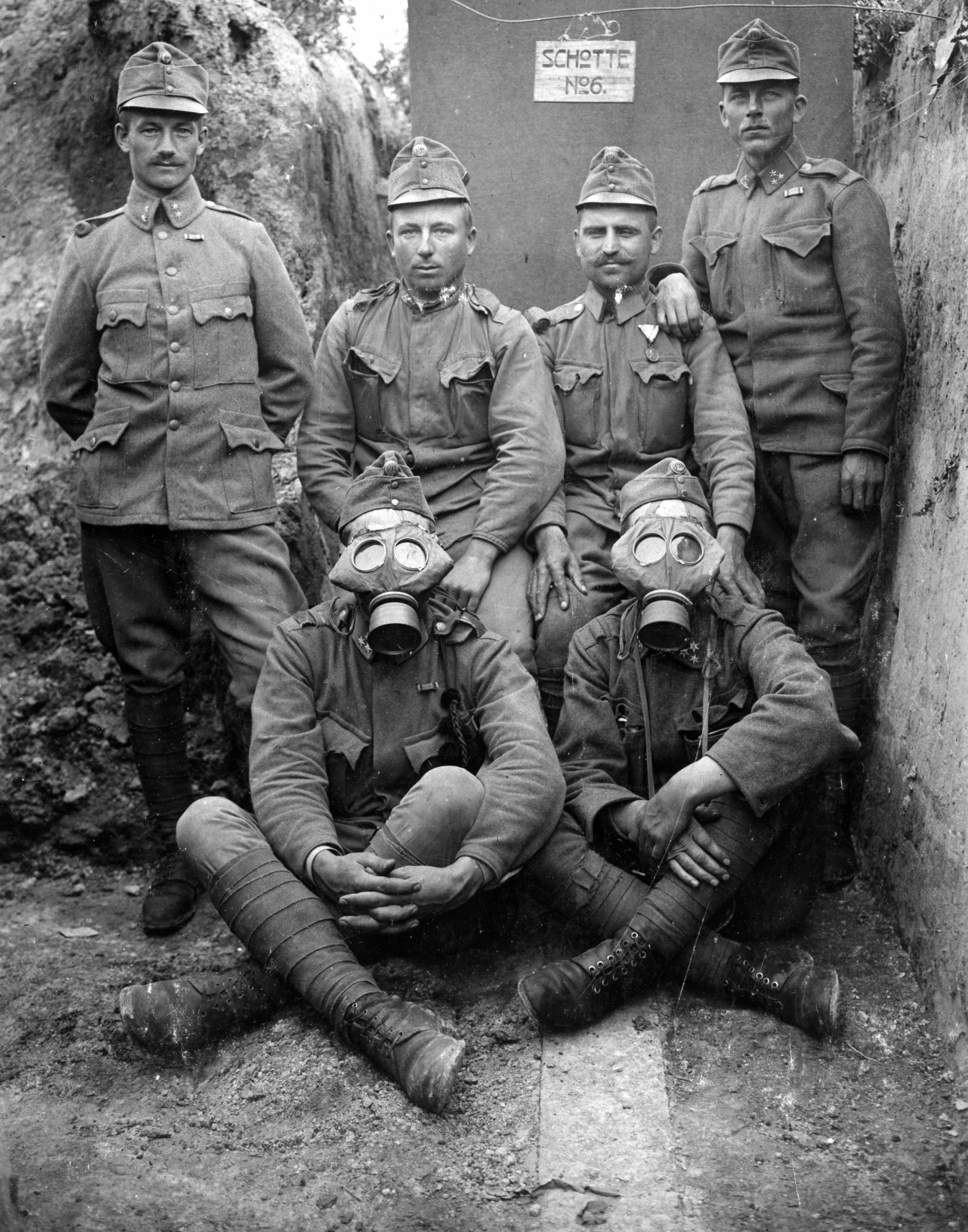
Oostenrijks-Hongaarse militairen met gasmaskers (zittend). Foto uit 1915

Chloorgas werd op 22 april 1915 (tijdens de Eerste Wereldoorlog) voor het eerst als strijdgas ingezet. De Duitse troepen gebruikten het in Ieper. Het werd tijdens die oorlog regelmatig gebruikt, ook door de geallieerden. Het gas is zwaarder dan lucht en bleef dus in de loopgraven hangen.
Chloorgas tast de slijmvliezen aan, dus ook de luchtwegen en de longen. Bij ernstige aantasting ervan treedt verstikking op door het opzwellen van de slijmvliezen. De MAC-waarde is 1,5 mg/m³.
De opvolger van chloorgas als chemisch wapen was fosgeengas, dat op 19 december 1915 werd ingezet.
Chloorgas is ook ver na de Eerste Wereldoorlog nog ingezet als chemisch wapen. De Tamiltijgers hebben het bijvoorbeeld ingezet tegen het Sri Lankaanse regeringsleger in 1990 en het werd in 2007 ook gebruikt als terreurwapen door Iraakse rebellen. In 2017 zette het Syrische leger diverse malen chloorgas in tegen rebellen met  doden en gewonden tot gevolg.

## Synthese
Dichloor kan bereid worden door elektrolyse van een natriumchloride-oplossing:
{\displaystyle {\ce {2Cl- + 2H2O -> 2OH- + Cl2 + H2}}}

### Elektrolysemethoden
Bij elektrolyse moet het dichloor weggehouden worden van het waterstof, zo niet ontstaat het explosieve chloorknalgas. Het dichloor moet ook weggehouden worden van het hydroxide OH−, zo niet ontstaat ongewenst hypochloriet.
Om het dichloor afgescheiden te houden, bestaan er drie methoden:

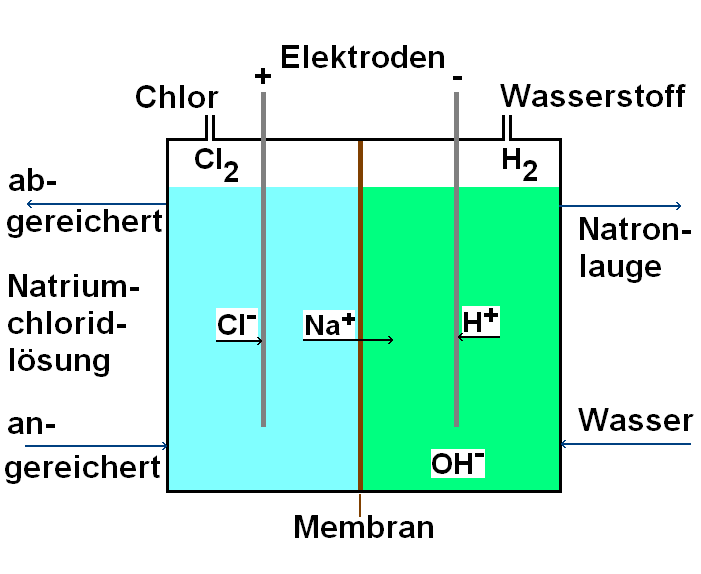
Schema van membraanelektrolyse: links wordt geconcentreerde zoutoplossing toegevoerd, verdunde zoutoplossing afgevoerd en ontwijkt aan de anode dichloor; rechts wordt water toegevoerd, natronloog afgevoerd en ontwijkt aan de kathode waterstof. Enkel natriumionen gaan van links naar rechts door het membraan heen.

- Schema van membraanelektrolyse: links wordt geconcentreerde zoutoplossing toegevoerd, verdunde zoutoplossing afgevoerd en ontwijkt aan de anode dichloor; rechts wordt water toegevoerd, natronloog afgevoerd en ontwijkt aan de kathode waterstof. Enkel natriumionen gaan van links naar rechts door het membraan heen.Kwikcel-elektrolyse, verouderd en sinds 2010 is het verboden om kwikproducten te exporteren in de EU, naar verwachting zal vanaf 2020 niemand binnen de EU op deze manier chloor maken. Hierbij is er een anode uit grafiet en een kathode uit kwik, die een amalgaam vormt
- Diafragma-elektrolyse, het meest gebruikt met een diafragma uit asbest tussen beide elektroden dat enkel natriumionen Na+ doorlaat, maar geen chloorionen Cl− of hydroxideionen OH−
- Membraan-elektrolyse, de tegenwoordig gangbare methode met een membraan uit nafion, gesulfoneerd PTFE tussen beide elektroden dat enkel natriumionen doorlaat, maar geen chloorionen of hydroxideionen

### Productie in Nederland
Chloor werd en wordt in Nederland geproduceerd op de volgende locaties:
- Bij Nepakris, later Solvay Chemie, te Herten tot 1999
- Bij de KNZ, later AkzoNobel te Hengelo tot 2006, ongeveer 70 kton/jaar
- Door AkzoNobel op het Chemiepark Delfzijl, 130 kton/jaar in 2000
- Door AkzoNobel in de Botlek, 350 kton/jaar in 2000, na 2004 uitgebreid tot 550 kton/jaar
- Door General Electric, later Sabic te Bergen op Zoom, 55 kton/jaar in 2000

### Productie in België
Chloor wordt in België geproduceerd op de volgende plaatsen:
- Bij VYNOVA (vroeger [ineos], daarvoor Tessenderlo Chemie) te Tessenderlo
- Bij inovyn te Lillo